# Бідеш Бозе
Бідеш Ранджан Бозе (англ. Bidesh Ranjan Bose, бенг. বিদেশ রঞ্জন বসু, 15 листопада 1953, Кална) — індійський футболіст, який грав на позиції нападника. Відомий за виступами у складі команди «Мохун Баган», та у складі збірної Індії. У 2021 році обраний депутатом законодавчих зборів штату Західний Бенгал.

## Біографія
На клубному рівні Бідеш Бозе грав у складі команди «Мохун Баган» у 70—80-х роках ХХ століття, та вважається одним із кращих гравців за її історію. У цей же час грав також у складі збірної Індії, брав участь у двох турнірах Азійських ігор. Після завершення виступів на футбольних полях став політиком, у 2021 році обраний до законодавчих зборів штату Західний Бенгал. За спортивні досягнення урядом штату Західний Бенгал відзначений нагородою «Банга Бхушан».